# Bento
Un bentō (弁当, bentō) és una ració de menjar per emportar d'origen japonès. Fora del Japó, és habitual en les gastronomies xinesa, taiwanesa i coreana, així com en les cuines del sud-est asiàtic en què l'arròs és un aliment bàsic. Un bento tradicional conté arròs o fideus amb peix o carn, sovint amb verdures, tot desat en una carmanyola. Se'n poden trobar de preparats arreu del Japó en botigues de conveniència, estacions de tren, grans magatzems o en botigues específiques (弁当屋, bentō-ya). No obstant això, en les llars japoneses és freqüent preparar carmanyoles per als nens o per a tota la família. Els bentos es poden preparar amb una atenció especial a l'estètica, tot disposant el menjar perquè sembli un personatge d'anime o manga, o bé animals, monuments o plantes.

## Història

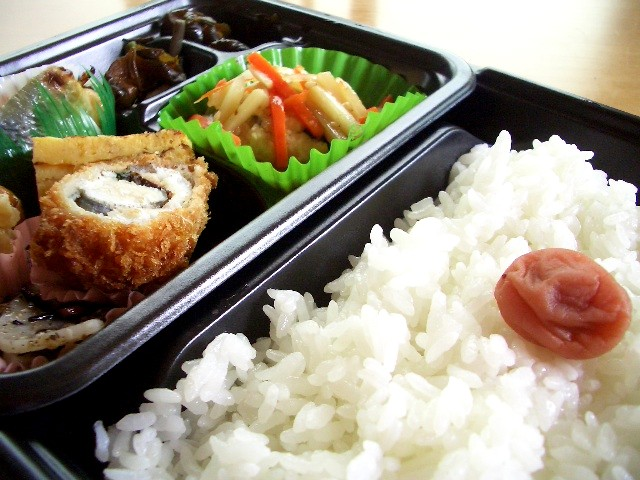
Un bento makunouchi. A la dreta, l'arròs és fet a l'estil hinomaru amb una umeboshi al centre.

El bento té l'origen al segle xii durant el període Kamakura, quan es preparava arròs sec, anomenat hoshi-ii, per dur a la feina en una petita bossa. Al segle xvi ja es fabricaven capses de fusta lacada i es menjaven bentos en el hanami o en trobades per a prendre el te.
En el període Edo (1603–1867), la cultura del bento es va expandir. Els viatgers i els turistes duien un koshibentō senzill (腰弁当, "bento de cintura") amb onigiris embolicats amb fulles de bambú o desats en una capsa de bambú. Un dels estils més populars de bento, el makunouchi (literalment "bento d'entreacte") és originari d'aquest període. Els espectadors que assistien a les funcions de Noh i Kabuki menjaven bentos preparats específicament per als entreactes. En el període Meiji (1868–1912) es va vendre el primer bento en una estació de tren.
Després de la Segona Guerra Mundial es va desinflar gradualment el costum de dur bentos a l'escola. Van recuperar la popularitat als anys vuitanta, amb l'ajuda del microones i la proliferació de les botigues de conveniència.

## Tipus

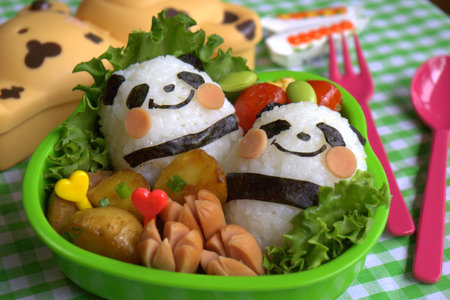
Bento kyaraben en què les boles d'arròs semblen pandes.

El contingut d'un bento és variat, però té un ingredient bàsic: l'arròs. Els aliments més freqüents són les umeboshi (prunes marinades), amanides i verdures diverses, truites enrotllades (tamagoyaki), fregits —com ara karaage, tempura o croquetes— tonkatsu, peix a la brasa o sushi. Els següents són alguns dels principals tipus de bentos:
- Makunouchi bentō (幕の内弁当), un bento clàssic amb arròs, umeboshi, peix o carn i ous.
- Hinomaru bento (日の丸弁当), que dibuixa la bandera del Japó només amb arròs i una umeboshi al mig.
- Ekiben　(駅弁) és el bento que es ven a les estacions de tren o a bord dels trens.
- Kyaraben (キャラ弁), en què els aliments es disposen de manera que semblin personatges d'anime, manga o videojocs.
- Chūka bentō (中華弁当), que conté menjar xinès i es menja com a aperitiu.